# 梁伟铿
梁伟铿（2000年11月30日—），中国男子羽毛球运动员。

## 生平
梁伟铿出生於广州市白云区棠溪村，从小就开始学习羽毛球，6岁时进入广州体育馆羽毛球班训练，先后就读广州市越秀区建设六马路小学、广州市执信中学，后被选入广州体育职业技术学院开始系统训练，2015年9月正式入选广州市羽毛球专业队，2018年入选中国国家羽毛球队，主攻男子双打项目。2018年7月，梁伟铿代表中國出戰在印尼雅加達舉行的亞洲青年羽毛球錦標賽，一路打进男双決賽，最终不敌队友邸子健/王昶组合，获得亚军。2022年日本羽毛球公開賽，与搭档王昶首次夺得羽毛球双打项目冠军，在组队两年内，“梁王”组合世界排名已升至世界第一。2020年，入读华南师范大学体育科学学院体育教育专业，2024年，首次参加奥运会，在巴黎奥运会羽毛球比赛中，与搭档王昶获得亚军，同年被保研至华南师范大学，攻读运动人体科学专业硕士研究生。

## 主要比賽成績
只列出曾進入準決賽的國際賽事成績：
| 年份   | 賽事                     | 公開賽級別 | 項目     | 拍檔   | 成績   |
| ------ | ------------------------ | ---------- | -------- | ------ | ------ |
| 2018年 | 亚洲青年羽毛球錦標賽     | 其他       | 混合团体 | －     | 金牌   |
| 2018年 | 亚洲青年羽毛球錦標賽     | 其他       | 男子双打 | 商亦辰 | 銀牌   |
| 2018年 | 世界青年羽毛球錦標賽     | 其他       | 混合团体 | －     | 金牌   |
| 2019年 | 馬來西亞羽毛球國際挑戰賽 | 國際挑戰賽 | 男子双打 | 商亦辰 | 亚军   |
| 2022年 | 印尼羽毛球大师赛         | 超級500賽  | 男子双打 | 王昶   | 亚军   |
| 2022年 | 馬來西亞羽毛球大師賽     | 超級500賽  | 男子雙打 | 王昶   | 準決賽 |
| 2022年 | 日本羽毛球公開賽         | 超級750賽  | 男子雙打 | 王昶   | 冠軍   |
| 2023年 | 馬來西亞羽毛球公開賽     | 超級1000賽 | 男子雙打 | 王昶   | 亞軍   |
| 2023年 | 印度羽毛球公開賽         | 超級750賽  | 男子雙打 | 王昶   | 冠軍   |
| 2023年 | 全英羽毛球公開賽         | 超級1000賽 | 男子雙打 | 王昶   | 準決賽 |
| 2023年 | 蘇迪曼盃                 | 其他       | 混合團體 | －     | 冠軍   |
| 2023年 | 泰國羽毛球公開賽         | 超級500賽  | 男子雙打 | 王昶   | 冠軍   |
| 2023年 | 新加坡羽毛球公開賽       | 超級750賽  | 男子雙打 | 王昶   | 亞軍   |
| 2023年 | 韓國羽毛球公開賽         | 超級500賽  | 男子雙打 | 王昶   | 準決賽 |
| 2023年 | 世界羽毛球錦標賽         | 其他       | 男子雙打 | 王昶   | 季軍   |
| 2023年 | 中國羽毛球公開賽         | 超級1000賽 | 男子雙打 | 王昶   | 冠軍   |
| 2023年 | 亞洲運動會羽毛球比賽     | 其他       | 男子團體 | －     | 金牌   |
| 2023年 | 中國羽毛球大師賽         | 超級750賽  | 男子雙打 | 王昶   | 冠軍   |
| 2023年 | 世界羽聯世界巡迴賽總決賽 | 總決賽     | 男子雙打 | 王昶   | 亞軍   |
| 2024年 | 馬來西亞羽毛球公開賽     | 超級1000賽 | 男子雙打 | 王昶   | 冠軍   |
| 2024年 | 亞洲羽毛球錦標賽         | 其他       | 男子雙打 | 王昶   | 冠軍   |
| 2024年 | 汤姆斯盃                 | 其他       | 男子團體 | －     | 冠軍   |
| 2024年 | 印尼羽毛球公開賽         | 超級1000賽 | 男子雙打 | 王昶   | 冠軍   |
| 2024年 | 奧林匹克運動會羽毛球比賽 | 其他       | 男子雙打 | 王昶   | 銀牌   |
| 2024年 | 北極羽毛球公開賽         | 超級500賽  | 男子雙打 | 王昶   | 準決賽 |
| 2024年 | 丹麥羽毛球公開賽         | 超級750賽  | 男子雙打 | 王昶   | 冠軍   |
| 2025年 | 奧爾良羽毛球大師賽       | 超級300賽  | 男子雙打 | 王昶   | 亞軍   |
| 2025年 | 亞洲羽毛球錦標賽         | 其他       | 男子雙打 | 王昶   | 季軍   |
| 2025年 | 蘇迪曼盃                 | 其他       | 混合團體 | －     | 冠軍   |
| 2025年 | 中國羽毛球公開賽         | 超級1000賽 | 男子雙打 | 王昶   | 準決賽 |

| 2018-2026年 | 總決賽 | 超級1000賽 | 超級750賽 | 超級500賽 | 超級300賽 | 超級100賽 | 國際挑戰賽 | 國際系列賽 | 未來系列賽 | 其他 |

### 世界冠軍頭銜
梁伟铿在羽毛球生涯中共奪得3項羽毛球世界冠軍頭銜。
| 賽事     | 奪冠次數 | 年份                      |
| -------- | -------- | ------------------------- |
| 蘇迪曼盃 | 2        | 2023年 2025年（混合團體） |
| 湯姆斯盃 | 1        | 2024年（男子團體）        |
| 總計     | 3        |                           |

### 奧運會和世錦賽參賽紀錄
|          | 搭檔 | 2023 | 2024 |
| -------- | ---- | ---- | ---- |
| 男子雙打 | 王昶 | 季軍 | 銀牌 |

## 其他獎項
| 年份   | 頒獎典禮               | 獎項                 | 搭檔 | 結果 | 備註  |
| ------ | ---------------------- | -------------------- | ---- | ---- | ----- |
| 2024年 | BWF 2024年度最佳運動員 | 年度最佳男子雙打組合 | 王昶 | 獲獎 | [ 7 ] |